# (7758) Poulanderson
(7758) Poulanderson es un asteroide perteneciente al cinturón de asteroides, región del sistema solar que se encuentra entre las órbitas de Marte y Júpiter.
Fue descubierto el 21 de mayo de 1990 por Eleanor F. Helin  desde el Observatorio Palomar.

## Designación y nombre
Designado provisionalmente como 1990 KT, fue nombrado  por el escritor  Poul Anderson (1926-2001) quien formó a tres generaciones de científicos, ingenieros y otros en el aprecio por el humor, la aventura, la tragedia épica y la vastedad del universo. Admirado por su mentoría y calidez personal, ganó numerosos premios literarios.

## Características orbitales
Poulanderson está situado a una distancia media del Sol de 2,384 ua, pudiendo alejarse hasta 2,823 ua y acercarse hasta 1,946 ua. Su excentricidad es 0,184 y la inclinación orbital 21,621 grados. Emplea 1344,72 días en completar una órbita alrededor del Sol.

## Características físicas
La magnitud absoluta de Poulanderson es 14,41. 